# Ravensburg (Neubrandenburg)
Die Ravensburg im Burgholz, nahe dem Neubrandenburger Stadtteil Monckeshof, ist ein großer dreigliedriger, slawischer Burgwall aus dem 7. bis 9. Jahrhundert. Sie trägt fälschlicherweise den Namen „Ravensburg“. Lange vermutete man in dieser Anlage den früheren Sitz des Erbauers von Neubrandenburg, den die Stadtgeschichtsschreibung traditionell als Herbord von Raven anspricht. Daher benannte man die Burg nach diesem Ritter. Dass diese Annahme jedoch falsch ist, belegen einige archäologische Untersuchungen, die in dem Gebiet vorgenommen wurden. Schriftliche Überlieferungen zu der Anlage gibt es nicht, aber es ist anzunehmen, dass hier ein Teilstamm der Wilzen ihren Hauptort hatte, zu dem 30 nachgewiesene Dorfstellen in der Umgebung gehörten.

## Anlage

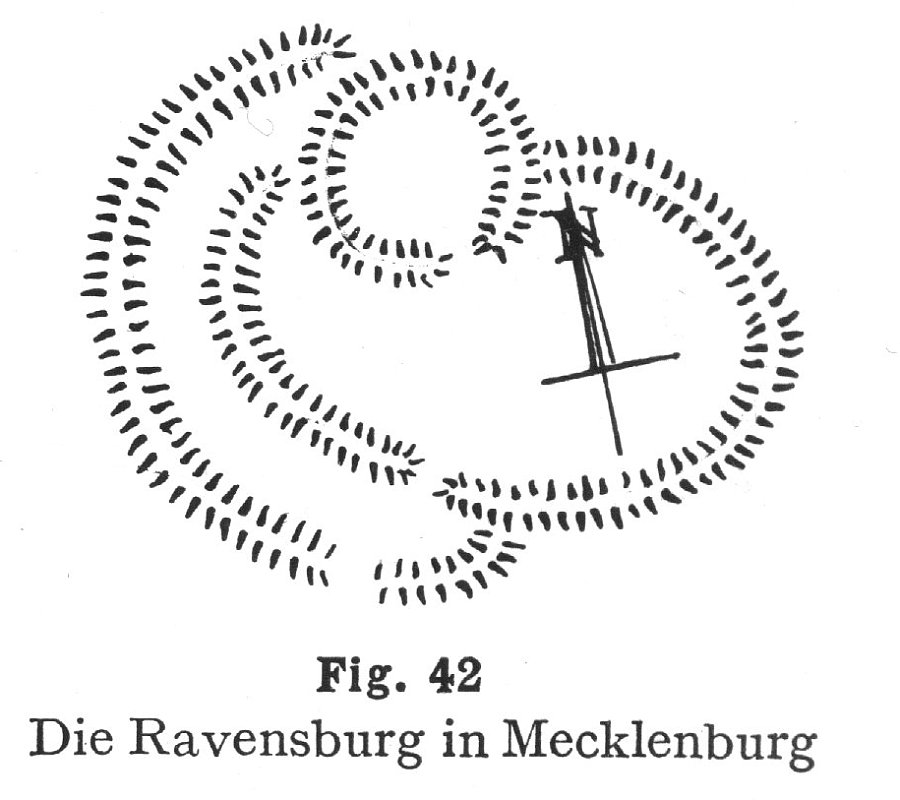
Lageplan nach Otto Piper

Die Anlage ist heute noch sehr gut erhalten und besteht aus einer Hauptburg mit einem Durchmesser von etwa 60 Metern, sowie zwei großräumigen Vorburgen, die diese bogenartig umschließen. Die Gesamtfläche der Niederungsburg beträgt 280 mal 180 Meter. Sie gehört zum Typ der Feldberger Burgen, die kurz nach der Einwanderung der Slawen in unser Gebiet errichtet wurden. Sie dienten im Allgemeinen zum Schutz der umliegenden Bevölkerung in Notzeiten. In friedlicheren Zeiten lebte hier das Stammesoberhaupt mit seinen Handwerkern und Bewachern. Im 9. Jahrhundert wurde die Anlage wohl durch Feuer zerstört und nicht wieder aufgebaut. Auffallend ist, dass nur wenige Kilometer nordöstlich bei Glienke Ende der 870er Jahre eine kleinere slawische Fürstenburg, vielleicht die Nachfolgeanlage der Ravensburg, entstand. Beide Anlagen liegen in der Nähe des Flusses Datze, der in der damaligen Zeit möglicherweise ein Grenzfluss war.

## Funde
Um 1900 erwähnt der Burgenforscher Otto Piper diese Anlage in seinem Standardwerk "Burgenkunde" als Beispiel für eine Wallburg. Er vermerkt ihre Lage in einem Sumpf, das Fehlen jeglicher Steinbauten und die Durchsetzung ihrer Wälle mit slawischen Topfscherben. Piper gibt einen Lageplan (Fig.42) an und benennt die Länge des inneren Walles mit 294 Schritten.